# Ерін Гезертон
Е́рін Ге́зертон (англ. Erin Heatherton, при народженні Е́рін Ге́зер Ба́блі (англ. Erin Heather Bubley); нар. 4 березня 1989 року, Скоукі, Іллінойс, США) — американська топ-модель, акторка та підприємиця.

## Кар'єра
Запрошена на роботу моделлю французьким агентством «Marilyn Agency» під час відпочинку в Маямі . Розпочала свою кар'єру на показах в Нью-Йорку . 
У різний час брала участь у показах: Alberta Ferretti, Alberto Biani, Anteprima, Antonio Marras, Belstaff, Blugirl, Blumarine, Byblos, Carmen Marc Valvo, Carolina Herrera, Custo Barcelona, Derek Lam, Diesel StyleLab, Dolce & Gabbana, Frankie Morello, Gianfranco Ferre, Giles Deacon, Heatherette, Iceberg, Jason Wu, Just Cavalli, LAMB, Lacoste, Lela Rose, Luca Luca, Marc Jacobs, Michael Kors, Moschino, Nanette Lepore, Naoki Takizawa, Oscar de la Renta, Roccobarocco, Sari Gueron, Terexov, Tommy Hilfiger та інших брендів .
Брала участь в Victoria's Secret Fashion Show 2008, 2009, 2010 і 2011 років.